# Vouneuil-sous-Biard
 Vouneuil-sous-Biard  es una población y comuna francesa, en la región de Poitou-Charentes, departamento de Vienne, en el distrito de Poitiers y cantón de Poitiers-5.

## Demografía
| 699 | 479 | 611 | 782 | 1 210 | 1 203 | 1 369 | 875 | 835 | 867 | 835 | 853 | 864 | 886 | 911 | 869 | 833 | 840 | 831 | 804 | 685 | 712 | 711 | 755 | 850 | 1 094 | 975 | 1 065 | 1 949 | 2 859 | 3 790 | 4 126 | 4 341 | 4 758 |
| Para los censos de 1962 a 1999 la población legal corresponde a la población sin duplicidades (Fuente: INSEE [Consultar]) |     |     |     |       |       |       |     |     |     |     |     |     |     |     |     |     |     |     |     |     |     |     |     |     |       |     |       |       |       |       |       |       |       |